# Elythranthera emarginata
Elythranthera emarginata é uma espécie de orquídeas geófitas, família Orchidaceae, que existem apenas no sudoeste da Austrália. À primeira vista, plantas similares às do gênero Cyanicula, diferenciam-se facilmente por seu labelo minúsculo, composto apenas por uma pequena estrutura com dois calos basais. Além disso, suas folhas são mais longas e estreitas, manchadas por fora e brilhantes internamente, com pétalas e sépalas livres e similares, lilases, róseas ou púrpura. São plantas anuais que apresentam caules curtos, eretos, não ramificados, com uma única folha membranácea basal, e longa inflorescência terminal, ambos pubescentes com até quatro flores ressupinadas. A coluna é curva e delicada, apoda, com duas asas laterais e antera terminal com quatro polínias. Diferencia-se da Elythranthera brunonis pela inflorescência mais curta e pelos calos do labelo inteiramente púrpura.

## Publicação e sinônimos
- Elythranthera emarginata (Lindl.) A.S.George, W. Austral. Naturalist 9: 7 (1963).

Sinônimos homotípicos:
- Glossodia emarginata Lindl., Gen. Sp. Orchid. Pl.: 424 (1840).
- Caladenia emarginata (Lindl.) Rchb.f., Beitr. Syst. Pflanzenk.: 67 (1871).